# Huia melasma
Huia melasma е вид земноводно от семейство Водни жаби (Ranidae).

## Разпространение
Видът е ендемичен за Западен и Северен Тайланд.